# Toro de Clifford

 En la topología geométrica, el toro de Clifford es un tipo especial de toro dentro de R4. Alternativamente, puede ser visto como un toro dentro de C2, puesto que C2 es topológicamente el mismo espacio que R4 . Además, cada punto del toro Clifford se encuentra a una distancia fija desde el origen, por lo que también puede ser visto como estar dentro de una 3-esfera.
El toro de Clifford es un ejemplo de toro cuadrado, ya que es isométrico a un cuadrado con lados de longitud 2p y con los lados opuestos identificados.

## Definición Formal
El círculo de la unidad S 1 en R 2 se puede parametrizar por una coordenada angular:
En otra copia de la R 2 , tener otra copia de la circunferencia unidad
Ya que cada copia de S 1 es un integrado subvariedad de R 2 , el toro es un toro de Clifford incrustado en R 2 × R 2 = R 4 .
Si R 4 está dada por las coordenadas ( x 1 , y 1 , x 2 , y 2 ), entonces el toro de Clifford está dada por
- Datos: Q5133090

.